# Rożnowice (Biecz)
Rożnowice (bis 1949 Rozembark) ist eine Ortschaft mit einem Schulzenamt der Gemeinde Biecz im Powiat Gorlicki der Woiwodschaft Kleinpolen in Polen.

## Geographie
Der Ort liegt am Bach Sietniczanka im Ciężkowice-Gebirge. Die Nachbarorte sind Ołpiny im Norden, Racławice im Osten, Bugaj im Süden, sowie Rzepiennik Suchy und Sitnica im Westen.

## Geschichte

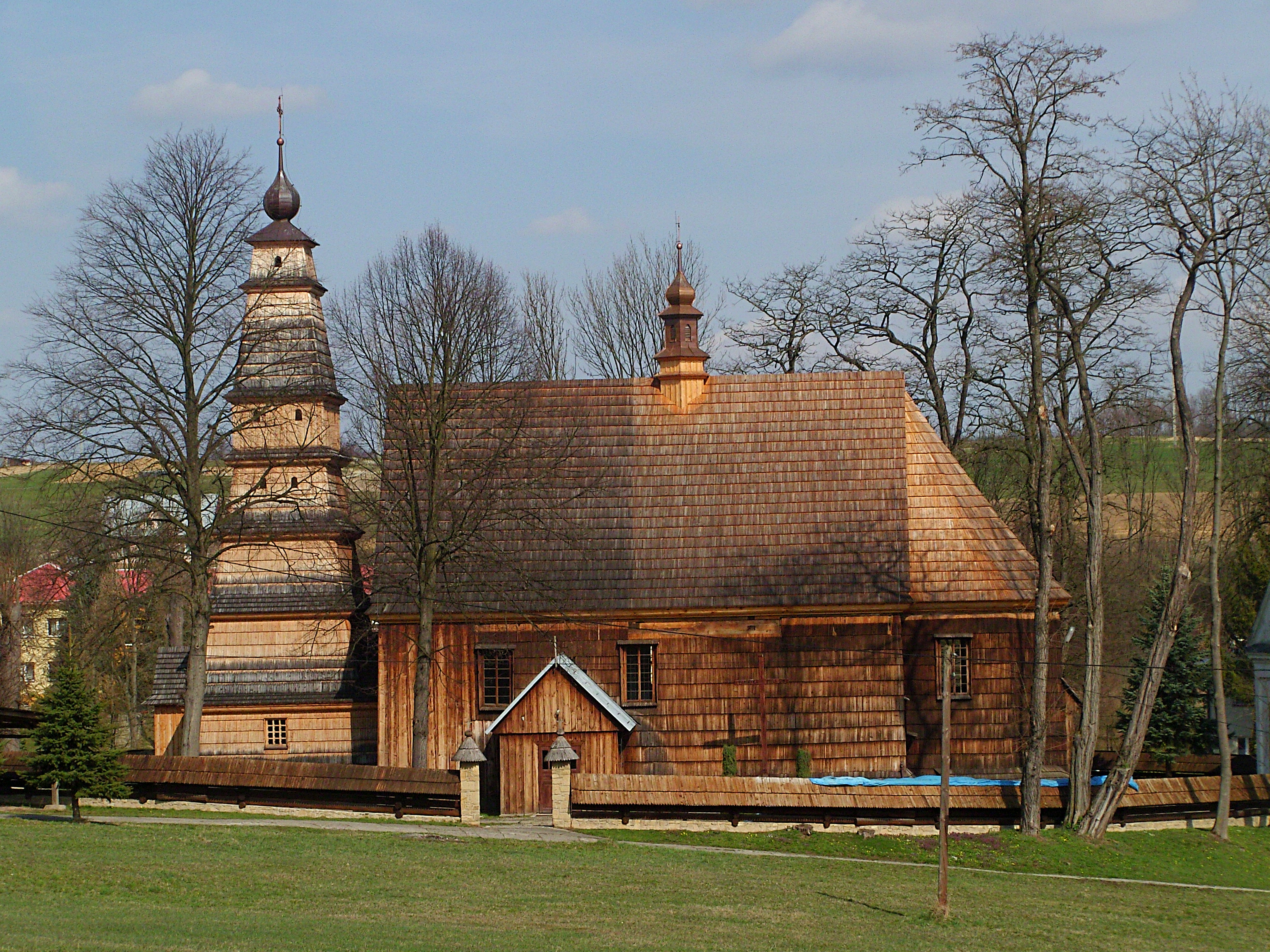
Holzkirche

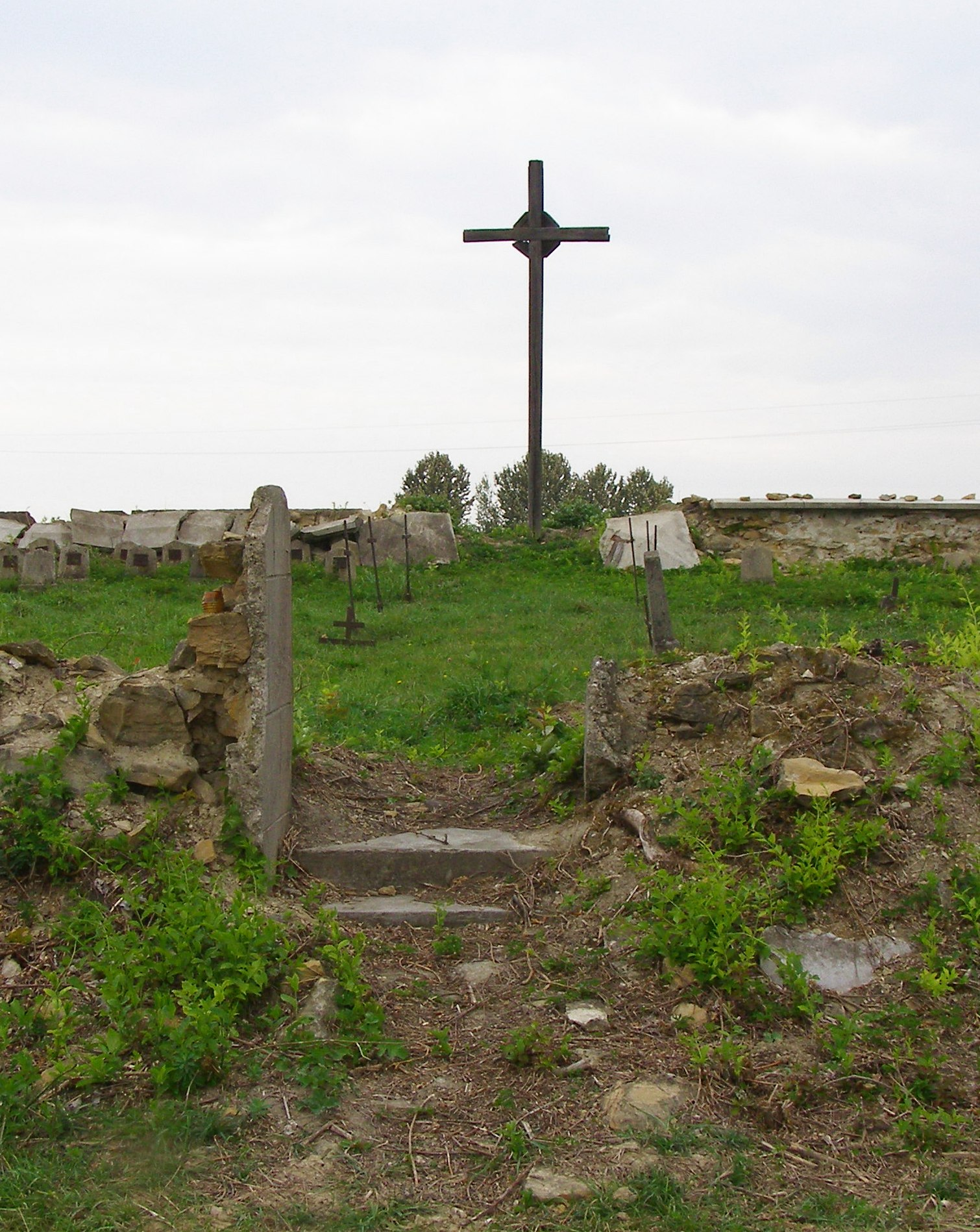
Soldatenfriedhof

Im Jahr 1351 wurde ein Privileg Kasimirs des Großen an Johannus/Io(h)anni aus der Stadt Byecz (Biecz) verliehen, der ein altes Dorf am Fluss Sczitnicza aus dem polnischen Recht (removemus namque omnia iura Polinicalia) ins Deutsche Recht übertrug und dessen Felder maximal 60 fränkische Hufen messen könnte. Das Privileg war sehr ähnlich wie das Privileg der Rechtsübertragung von Binarowa (auch ohne den neuen Namen) flussabwärts der Sietniczanka im Osten, aus dem Jahr 1348. Ein Dokument aus 1354 überliefert den alten slawischen Namen des Dorfs als Nemsyno (mögliche moderne Formen des Namens: Niemściło, Nemcyno, Niemcyno – siehe Deutsch in den slawischen Sprachen oder Niemieścino = Städtchen), sowie erstmals den Namen Rozumberk, im Satz: Nemsyno, in qua hereditate locate sunt due villae, videlicet Rzepennyk et Rosumberk (Nemsyno, in dem die zwei Dörfer Rzepiennik und Rozumberk entstanden). Jan Długosz zitierte im Liber beneficiorum dioecesis Cracoviensis im späten 15. Jahrhundert eines Dokument, das nachwies, dass es schon vor 1303, unter dem Krakauer Bischof Jan Muskata und dem polnisch-böhmischen König Wenzel II., eine Pfarrei in "Rozumberk" gab, es jedoch tatsächlich um Nemsyno ging. Es ist möglich, dass es Deutsche Siedler in Nemsyno und Binarowa schon vor 1348/1354 gab, unzweifelhaft dominierten sie in beiden zahlenmäßig die alte slawische Bevölkerung und z. B. der Name Nemsyno wurde deswegen aufgegeben und vergessen. 1416 folgte die Erwähnung von Rosenbark und 1433 als Rozembark. Im 16. Jahrhundert war die deutsche Bevölkerung schon polonisiert.
Um 1390 war der Schulz Stiborius (Ścibor), ein Nachkomme des Lokators und des ersten Schulzes (Iohanni de Byecz), möglicherweise mit dem Nachnamen Schoeneheyncz oder dem Titel Schultis (lateinisch Schulz). Später nahm die geadelte Familie den Nachnamen Rozembarski des Wappens Jastrzębiec an. Im 15. Jahrhundert entwickelte sich Rozembark weiter, am Niederlauf des Flusses im Osten wurde das heutige Dorf Racławice, wie auch am Oberlauf im Westen Sitnica, ausgegliedert (beide gehörten immer der Pfarrei in Rozembark).
1465 wurde Mikołaj Rozembarski des Wappens Jastrzębiec aus dieser Familie an der Krakauer Universität erstmals erwähnt. Nach Krakau studierte er wahrscheinlich in Italien, weil er später fließend Italienisch sprach, wie auch Deutsch. Ab um 1480 diente er den Jagiellonen, wurde zu einem Ratgeber von Kasimir IV. Andreas und Johann I. Er wurde als ein Diplomat meistens ins Heilige Römische Reich (Freiburg, Köln, Augsburg), aber auch nach Danzig und Konstantinopel geschickt. 1498 hielt er eine Rede über die Skythen auf dem Reichstag in Freiburg, die ziemlich bekannt wurde. Er arbeitete auch als Bergmeister im Salzbergwerk in Bochnia, wo er um 1500 wohnte, obwohl er mit Geschwistern den Gutshof in Rozembark baute. Er starb im Jahr 1506, ohne Nachwuchs.
Der Ort gehörte zunächst zur Starostei von Biecz im Königreich Polen (ab 1569 in der Adelsrepublik Polen-Litauen), Woiwodschaft Krakau, Kreis Biecz. Bei der Ersten Teilung Polens kam Rozembark 1772 zum neuen Königreich Galizien und Lodomerien des habsburgischen Kaiserreichs (ab 1804). Ab dem Jahr 1855 gehörte Rozembark zum Bezirk Gorlice.
1918, nach dem Ende des Ersten Weltkriegs und dem Zusammenbruch der k.u.k. Monarchie, kam Rozenbark zu Polen. Unterbrochen wurde dies nur durch die Besetzung Polens durch die Wehrmacht im Zweiten Weltkrieg. Im Zweiten Weltkrieg, ähnlich wie in Haczów bei Krosno, boten erfolglos die Besatzer die Deutsche Volksliste an den Bewohnern mit deutschstämmigen Nachnamen an. Nach dem Krieg wurde der Name zum unhistorischen, aber polnischen Rożnowice geändert.
Von 1975 bis 1998 gehörte Rożnowice zur Woiwodschaft Krosno.

## Sehenswürdigkeiten
- Holzkirche, gebaut 1753
- Soldatenfriedhof vom Ersten Weltkrieg (#112)